# Boston Open 2010
Die Boston Open 2010 im Badminton fanden vom 7. bis zum 9. Mai 2010 in Cambridge statt.

## Sieger und Platzierte
| Disziplin    | Gold                                    | Silber                          | Bronze                         |
| ------------ | --------------------------------------- | ------------------------------- | ------------------------------ |
| Herreneinzel | Nguyễn Quang Minh                       | Jacky Zhang                     | Ilian Perez                    |
| Herreneinzel | Nguyễn Quang Minh                       | Jacky Zhang                     | Nicholas Jinadasa              |
| Dameneinzel  | Bo Rong                                 | Nicole Grether                  | Lili Zhou                      |
| Dameneinzel  | Bo Rong                                 | Nicole Grether                  | Lee Joo Hyun                   |
| Herrendoppel | Leonard Holvy de Pauw Nguyễn Quang Minh | Sameera Gunatileka Vincent Nguy | Nicholas Jinadasa Timothy Ma   |
| Herrendoppel | Leonard Holvy de Pauw Nguyễn Quang Minh | Sameera Gunatileka Vincent Nguy | Calvin Lin Marvin Lin          |
| Damendoppel  | Lee Joo Hyun Grace Peng Yun             | Paula Obanana Lili Zhou         | Daphne Chang Zhang Mingzi      |
| Damendoppel  | Lee Joo Hyun Grace Peng Yun             | Paula Obanana Lili Zhou         | Deyana Lomban Bo Rong          |
| Mixed        | Leonard Holvy de Pauw Grace Peng Yun    | Chandra Kowi Paula Obanana      | Vincent Nguy Rachel Liao       |
| Mixed        | Leonard Holvy de Pauw Grace Peng Yun    | Chandra Kowi Paula Obanana      | Nguyễn Quang Minh Lee Joo Hyun |